# Denise Bernot
Pour les articles homonymes, voir Bernot.
Denise Bernot, née Clément le 4 février 1922 à Paris et morte le 12 mai 2016 à Antony, est une linguiste française, spécialiste de la langue birmane.

## Biographie
Ancienne élève de l'École des chartes et de l'École nationale des langues orientales vivantes, elle fut professeur de birman à l'Institut national des langues et civilisations orientales de 1960 à 1989, puis professeur émérite.
Elle était la femme de Lucien Bernot (1919-1993), professeur au Collège de France dans la chaire de « Sociographie de l'Asie du Sud-Est ».
Denise Bernot s'est éteinte le 12 mai 2016 dans sa 95e année,.

## Publications
- avec Marie-Hélène Cardinaud, Manuel de birman, L'Asiathèque, 1995, (Collection Langues de l'Asie/INALCO)  (ISBN 2-901795-69-2).
- Marie-Hélène Cardinaud, Marie Yin Yin Myint, Parlons birman : langue du Myanmar, L'Harmattan, 1993,  (ISBN 2-7384-2103-2).
- Denise Bernot, Cristina Cramerotti, Marie Yin Yin Myint, Dictionnaire français-birman, L'Asiathèque, 1997 (Collection Dictionnaire Langues'O)  (ISBN 2-911053-29-X).
- Denise Bernot (direction de l'ouvrage) avec la collaboration de U Sein Aye, Daw Yin Yin Myint et Sylvie Pasquet… ; revu par U Hla Tin et Daw Khin Mya Kyu, Dictionnaire birman-français, SELAF/Peteers (Collection : Langues et civilisations de l'Asie du Sud Est et du monde insulindien) 15 volumes de 200 à 300 pages chacun, publiés de 1978 à 1994.
- Les Khyang des collines de Chittagong (Pakistan oriental). Matériaux pour l'étude linguistique des Chin, Plon, 1958 (en collaboration avec son mari Lucien Bernot).
- Bibliographie birmane - années 1950-1960, CNRS, 1968.
- Le prédicat en birman parlé, SELAF, 1980.
- Bibliographie birmane, années 1960-1970 (partie méthodique : 2 volumes ; partie auteurs : 2 volumes), CNRS, 1982-1984.
- Manuel de birman, Volume 2, Grammaire birmane (en collaboration avec Marie-Hélène Cardinaud et Marie Yin Yin Myint) (Collection Langues de l'Asie/INALCO), L'Asiathèque, 2001,  (ISBN 978-2-911053-76-4).
- Études birmanes en hommage à Denise Bernot, Presses de l'École française d'Extrême-Orient, 1998.
- Denise Bernot et al. (rééd.), Génies, anges et démons : Égypte, Babylone, Israël, Islam, peuples altaïques, Inde, Birmanie, Asie du Sud-Est, Tibet, Chine, Éditions du Seuil, coll. « Sources orientales », 1971, 430 p.
- Le rire de la terre : anthologie de nouvelles birmanes, traduites par Denise Bernot, Langues et mondes, L'Asiathèque, 2004  (ISBN 978-2-915255-06-5).